# Палладийгаллий
Палладийгаллий — бинарное неорганическое соединение
палладия и галлия
с формулой GaPd,
кристаллы.

## Получение
- Сплавление стехиометрических количеств чистых веществ:

{\displaystyle {\mathsf {Pd+Ga\ {\xrightarrow {1020^{o}C}}\ GaPd}}}

## Физические свойства
Палладийгаллий образует кристаллы
кубической сингонии,
пространственная группа P 213,
параметры ячейки a = 0,4890 нм, Z = 4,
структура типа карбида железа FeSi
.
Соединение конгруэнтно плавится при температуре 1020 °C.

## Применение
- Компонент катализаторов[4][5].